# 武乙
武乙（？—约前1113年），商朝國王，姓子，名瞿，庚丁之子，具體在位年代不詳，約在西元前12世紀後期。夏商周断代工程定為前1147年－前1113年。

## 生平
商王庚丁駕崩後，武乙即位。商仍居殷都。
武乙藐視神權。他曾经制作一个人偶，称之为“天神”，并與人偶博弈，命人替天神出子。结果“天神不勝”，武乙便用刑罰對人偶加以侮辱。武乙又命左右用皮革制作一个囊袋，裡面盛满血，悬吊于空中，拉满弓，仰天射它，说这是“射天”。
《後漢書》关于东夷的记载中提及武乙与东部民族的状况：「武乙衰敝，東夷寖盛，遂分遷淮、岱，漸居中土。」
武乙在位期間，西方的周族首領古公亶父率領族人從邠地遷居岐山，周族逐漸強大。武乙將岐邑賜予周公。武乙三十四年，周公季歷前來朝見，武乙賜給季歷土地及玉、馬等物品。次年，季歷討伐鬼方，俘虜二十狄王。
一天，武乙到黄河和渭水之间遊獵，天空中突然電閃雷鳴，武乙遭雷击而死。子文丁即位。
从甲骨文和殷墟祭祀坑的年代来看，黄组卜辞时期的人牲祭祀和牲畜祭祀都很是少见；而黄组卜辞所对应的是文丁、帝乙、帝辛三王时期，这时平均每年所杀的人牲还不到两个，而商代晚期墓葬中出现了“明器化现象”从而用于祭祀的器物也在逐步减少；，人祭规模不仅比之前的时代大幅缩减，甚至与后来的从周代到唐代仍时有出现的人祭相比也并不严重。虽然武乙时期可能还有偏多的人牲祭祀，但武乙时期的卜辞中只有一位贞人，贞人数量相对于其他商王少很多，其在位期间可能确实有变革。武乙之死至今是一个谜团，武乙可能是一个改革者，想要政教分离或者是淡化神权，得罪了众多巫师和守旧派贵族，使得其形象被丑化，并编造出“武乙射天遭雷劈”的违背科学的谎言。有些学者推测，武乙是在渭河、洛水之间战死或病死的。

## 家庭

### 妻
- 妣戊，生文丁
- 妣癸

### 子
- 文丁